# Ялтинский троллейбус
Ялтинский троллейбус (укр. Ялтинський тролейбус) — система городского электротранспорта в городе Ялта. Троллейбусная линия связывает центр города с автовокзалом и посёлком Массандра, также имеются пригородные и междугородные маршруты. Троллейбусные маршруты обслуживаются филиалом «Ялтинский троллейбусный парк», который входит в состав предприятия ГУП РК «Крымтроллейбус».

## История
В 1958 году правительством УССР в Киеве было принято решение строить междугородную горную троллейбусную линию Симферополь — Алушта — Ялта. Так как в Ялте не было системы городского электротранспорта, было принято решение об организации городских троллейбусных маршрутов. Учитывая специфику Ялты и её узкие улицы, было принято строить троллейбусную линию до ул. Красноармейская. Для этих целей пришлось сносить множество зданий для расширения проезжей части.
28 апреля 1961 года было открыто троллейбусное движение в Ялте по городскому кольцу, протяженностью 4,5 километра, и открыт Ялтинский троллейбусный парк. Запущены городские маршруты № 1 «Троллейбусная станция — ул. Красноармейская», № 2 «пл. Советская — Никитский ботанический сад», № 3 «пл. Советская — Массандра». В июле 1961 года была построена вторая очередь междугородной троллейбусной линии Алушта — Ялта.
В 1990-м году открыт пиковый маршрут № 4 «Троллейбусная станция — пл. Советская», но вскоре маршрут был закрыт.
В 1993 году официально открывается линия от Ялтинской трассы в село Краснокаменка и вводится пригородный маршрут № 60 «Троллейбусная станция — Краснокаменка». Фактически эта линия была построена ещё весной 1992 года и её обслуживал один троллейбус, но официального маршрута не было.
В 2004 году в Ялту поступают новые троллейбусы Украинского производства ЮМЗ Т2. Впоследствии эти троллейбусы были переданы в Керчь, в самой Ялте оставались 2 неисправные машины из Алушты, которые на линии не работали.
В 2011 году Ялтинский троллейбусный парк пополнился новыми машинами Богдан Т701.15 и Богдан Т60111, который создан специально для Ялты для работы на узких улицах. Соответственно к 2013 году парк составлял 54 машины — 27 «Шкод» и 27 «Богданов» разных модификаций.
В 2017 году из Симферополя в Ялту были переданы три троллейбуса ВМЗ-5298.01 «Авангард».
17-19 мая в Ялтинском троллейбусном парке прошёл Всероссийский конкурс профессионального мастерства «Лучший водитель троллейбуса 2018».
В мае 2018 года из Симферополя в Ялту начали передавать новые троллейбусы СВАРЗ-МАЗ-6275, которые изначально предназначались для Ялты.
17 мая 2018 года в Ялте состоялся XVIII Всероссийский конкурс профессионального мастерства «Лучший водитель троллейбуса», который впервые прошел на территории Республики Крым, на базе Ялтинского троллейбусного парка. Он был приурочен к 60-летию троллейбусного движения на полуострове.
21 июня 2021 года маршрут № 42 продлён на автономном ходу до нижних ворот Никитского ботанического сада.

## Маршруты

### Действующие маршруты
| 1  | Троллейбусная станция | Центр — к-т Спартак — ул. Пионерская              | ул. Красноармейская | Городской   |
| 3  | Массандра             | Автовокзал — Центр — к-т Спартак — ул. Пионерская | ул. Красноармейская | Городской   |
| 41 | Троллейбусная станция | Массандра — НБС — Гурзуф                          | Краснокаменка       | Пригородный |
| 42 | ул. Красноармейская   | к-т Спартак — Центр — Автовокзал — Массандра      | НБС (Нижние ворота) | Пригородный |

### Закрытые маршруты
| 1/3 | Массандра             | Автовокзал — Центр — к-т Спартак — ул. Пионерская                                                             | ул Красноармейская   | В 2016 году перенумерован в № 3.  |
| 2   | Центр                 | Автовокзал — Массандра                                                                                        | НБС                  | В 2016 году перенумерован в № 42. |
| 4   | Троллейбусная станция | Центральный рынок                                                                                             | Центр                | Отменён в 1991 году.              |
|     | Троллейбусная станция | Массандра — Краснокаменка — Запрудное — Лазурное Алушта — Верхняя Кутузовка — Ангарский перевал — Перевальное | Перевальное "кольцо" | Даты работы неизвестны.           |

## Хронология открытия линий
В июле 1961 была открыта вторая очередь Крымской троллейбусной трассы (Алушта — Ялта). По ней пошли троллейбусы маршрутов 12 и 13 (в 1980 году приобрели номера 52 и 53).
В 1993 году официально открывается линия в 2 остановки от трассы в село Краснокаменка. Фактически эта линия была построена еще весной 1992 года и ее обслуживал один троллейбус, но официального маршрута не было.
Далее построек новых сетей не было, маршруты либо продлевались по уже существующим путям, либо закрывались, либо проходили новые участки на автономном ходу (единственный пример — маршрут № 42)

## Подвижной состав

### Действующий
|  | Богдан Т601.11 | 19 | Укороченная версия специально для Ялты.      |
|  | Богдан Т701.15 | 16 | Работают на междугородних маршрутах №№51,52. |
|  | СВАРЗ-МАЗ-6275 | 11 | Переданы из Симферопольского филиала.        |
|  | ТролЗа-5265.05 | 1  | Передан из Симферопольского филиала          |

### Ранее использовался
|  | Škoda 8Tr  |    |                             |
|  | Škoda 9Tr  | 15 | Списаны.                    |
|  | Škoda 14Tr | 20 | Отстранены от эксплуатации. |
|  | ЮМЗ Т2-09  | 2  |                             |

## Троллейбусные парки
| Троллейбусные парки | Троллейбусные парки          | Троллейбусные парки | Троллейбусные парки | Троллейбусные парки    | Троллейбусные парки            | Троллейбусные парки    | Троллейбусные парки |
| Фото                | Парк                         | Дата открытия       | Дата закрытия       | Нумерация троллейбусов | Адрес                          | Обслуживаются маршруты | Примечание          |
| ------------------- | ---------------------------- | ------------------- | ------------------- | ---------------------- | ------------------------------ | ---------------------- | ------------------- |
|                     | Ялтинский троллейбусный парк | 29 апреля 1961 год. |                     | 5ххх,6ххх.             | г. Ялта, Южнобережное шоссе 25 | 1,3.                   |                     |

## Перспективы
В связи с поставками троллейбусов с автономным ходом, строительство новых линий не планируется.
Планируемые маршруты с автономным ходом:
- Ливадия (по ул. Блюхера)
- ул. Стахановская
- санаторий Узбекистан (по ЮБШ)
- Гурзуф (Рассматривается в долгосрочной перспективе)

## Нереализованные планы
- К концу 80-х были планы строительства троллейбусной линии до Ливадии, но после распада СССР планы так и не были осуществлены.

## Оплата проезда

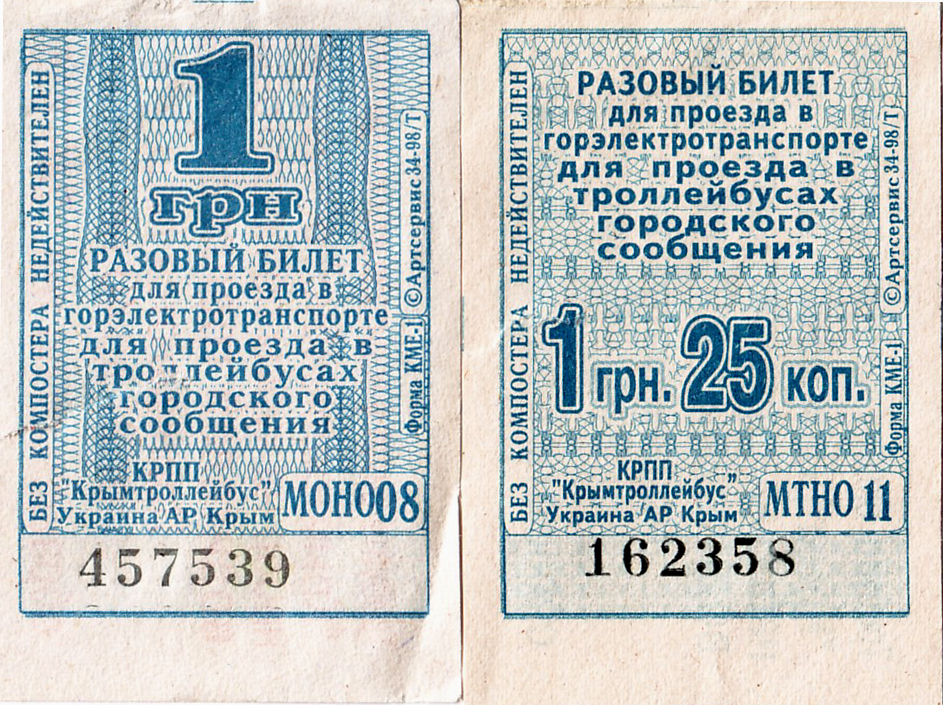
Разовый билет на троллейбус (до 2014 года)

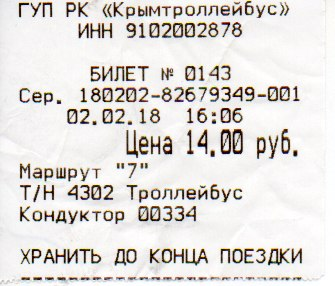
Троллейбусный билет. 2018 год.

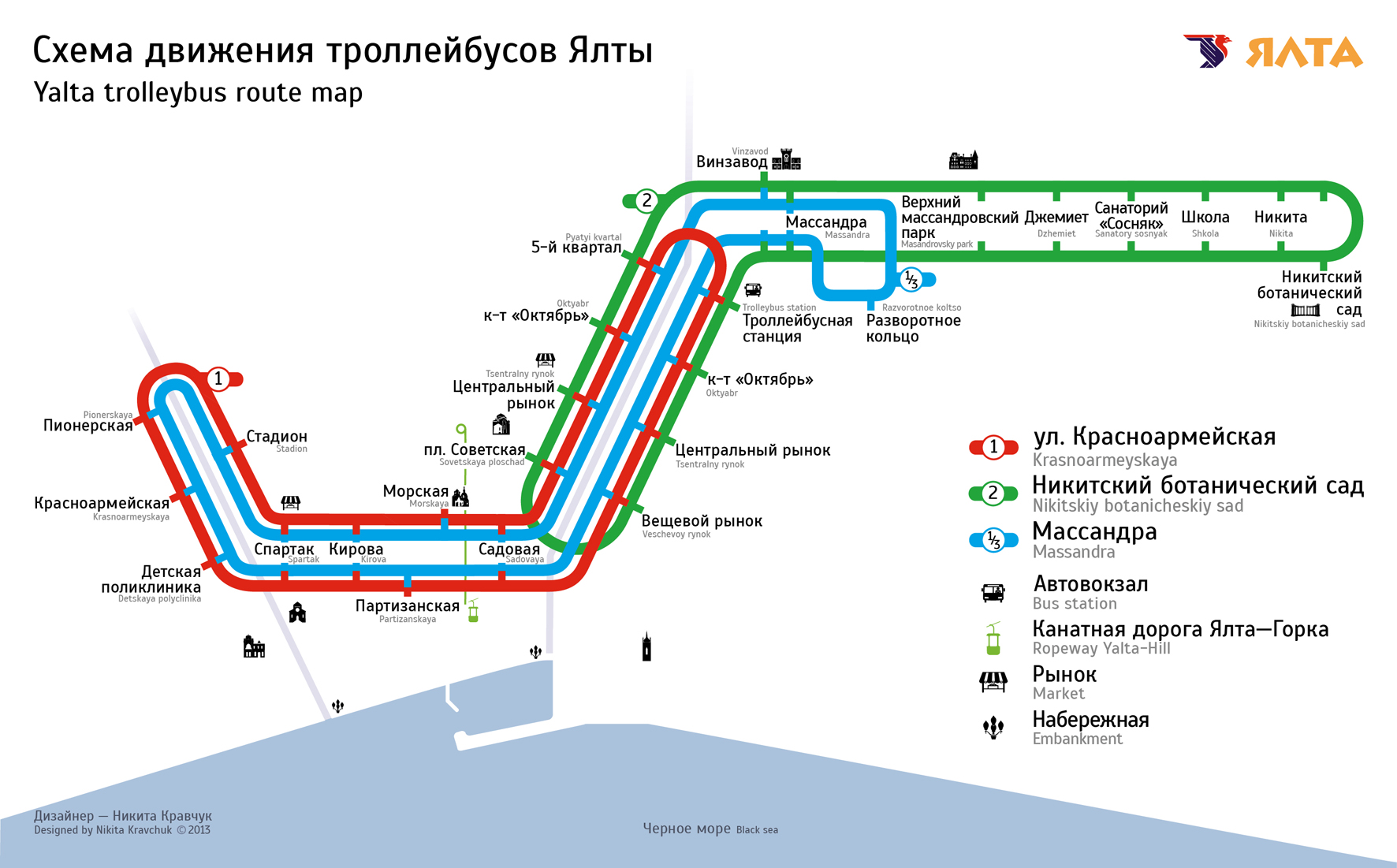
Схема городских маршрутов в Ялте

### Тарифное меню
По состоянию на 1 января 2017 года на сети ГУП РК «Крымтроллейбус» установлены следующие тарифы (в рублях):
| Тип билета, категория тарификации | Билет на 1 поездку                                                               | Безлимитный проездной на 1 месяц                                          | Безлимитный проездной на 1 месяц для школьников Республики Крым | Билет для провоза 1 места багажа |
| Городской тариф                   | 17                                                                               | 1020                                                                      | 510                                                             | по пассажирскому тарифу          |
| Пригородный тариф                 | 17 рублей(маршрут Центр — Никитский сад, 17-19 рублей маршрут Ялта-Краснокаменка | на маршруте 42 действителен проездной городского типа по цене 1020 рублей | Имеется, при наличии ученического билета                        | по пассажирскому тарифу          |
| Междугородний тариф               | 20—182, в зависимости от расстояния                                              | нет                                                                       | нет                                                             | 20 рублей                        |

В троллейбусах также действует оплата проезда банковской картой
С 1.08.2020 по 30.09.2020 при оплате проезда банковской картой стоимость проезда будет составлять 13 рублей, а с 1.10.2020 при оплате проезда через приложение mir pay, 10 рублей